# Slätskär (Sund, Åland)
Slätskär är ett skär i Åland (Finland). Det ligger i Skärgårdshavet och i kommunen Sund i landskapet Åland, i den sydvästra delen av landet. Ön ligger omkring 23 kilometer nordöst om Mariehamn och omkring 260 kilometer väster om Helsingfors.
Öns area är 2,8 hektar och dess största längd är 220 meter i sydöst-nordvästlig riktning. Trakten är glest befolkad. Närmaste större samhälle är Jomala, 18,5 km sydväst om Slätskär.